# Krakus II
Krakus II (latín: Gracchus; polaco:Krak) fue un gobernante mitológico de Polonia. Era el sucesor e hijo del supuesto fundador de la ciudad de Cracovia, Krakus I, y era el hermano menor de Lech II, según Wincenty Kadłubek. Vincula a la familia a la historia nacional del dragón de Wawel. En esta, su padre Krakus los envió a derrotar al dragón, que lograron, después de una batalla infructuosa, rellenando a los animales tributos con paja que asfixió al dragón. Después de esto, Krakus se arrojó sobre Lech y lo mató, aunque su padre fingió que el dragón era el responsable. Finalmente, se supo la historia y Krakus II fue derrocado y reemplazado por su hija Wanda.
Sin embargo, según Jan Długosz, Krakus era el hijo mayor y fue asesinado por Lech después de que Krakus matara al dragón. Esto ocurrió después de la muerte de su padre.